# Gregorio de la Fuente (pintor)
Gregorio de la Fuente (Santiago, 5 de diciembre de 1910-Santiago, 28 de diciembre de 1999) fue un reconocido pintor y muralista chileno. Junto a los artistas Julio Escámez, José Venturelli, Fernando Marcos Miranda, Fernando Daza y Pedro Olmos, es uno de los representantes importantes de la corriente muralista chilena del siglo XX, influenciada en buena parte por el muralismo mexicano.

## Estudios en Chile y en el extranjero
| «La pintura es comunicación humana, la mejor manera de expresar lo inexpresable.» —Gregorio de la Fuente. |

En 1927 ingresó a estudiar en la Escuela de Bellas Artes del Parque Forestal, donde estuvo hasta su cierre en marzo de 1929. En este lugar fue alumno de Manuel Núñez y Carlos Isamitt. Posteriormente continuó sus estudios en la academia de Juan Francisco González y en 1931 se reincorpora a la Escuela de Bellas Artes, luego que esta se trasladase a la Universidad de Chile, bajo la dirección de Julio Fossa Calderón. En 1937 se convierte en alumno y ayudante del curso de Pintura Mural al Fresco dictado por el profesor Laureano Guevara en reemplazo de Israel Roa.
En 1943 realiza su primer viaje a Argentina para estudiar arte mural. Un tiempo después se va a Europa y en 1945 obtiene el apoyo de una beca del gobierno francés para perfeccionarse en la técnica del fresco en la Escuela de Bellas Artes de París y en la Académie de la Grande Chaumière. Durante su estancia por Europa viaja a Italia, Bélgica, Holanda, Inglaterra y España, y más tarde conoce Brasil, México, Guatemala, Suiza, Unión Soviética, Hungría, Bulgaria y Grecia.

## Vida académica
De la Fuente se desempeñó, entre 1938 y 1960, como profesor de Artes plásticas de Enseñanza media en el Liceo San Agustín de Santiago. Entre 1946 y 1948 ejerció como docente de la cátedra de Dibujo en la Escuela de Bellas Artes de la Universidad de Chile, y entre 1957 y 1971, en la cátedra de Pintura Mural, en la misma Universidad y hasta su jubilación, luego de cumplidos ya sus 60 años. Además fue miembro de la comisión docente de la Escuela de Bellas Artes.
Paralelamente, crea junto a los artistas Camilo Mori, Mireya Lafuente y Carlos Sotomayor el grupo artístico Escafandra. Entre 1962 y 1968 asume como director de la Casa de la Cultura de Ñuñoa, así como también fundador y director de la Academia de Arte Juan Francisco González, que fue bautizada con el nombre de su antiguo tutor.
Finalmente, fue jurado de diversos concursos artísticos, incluyendo el Premio Nacional de Arte de Chile.

## Su obra

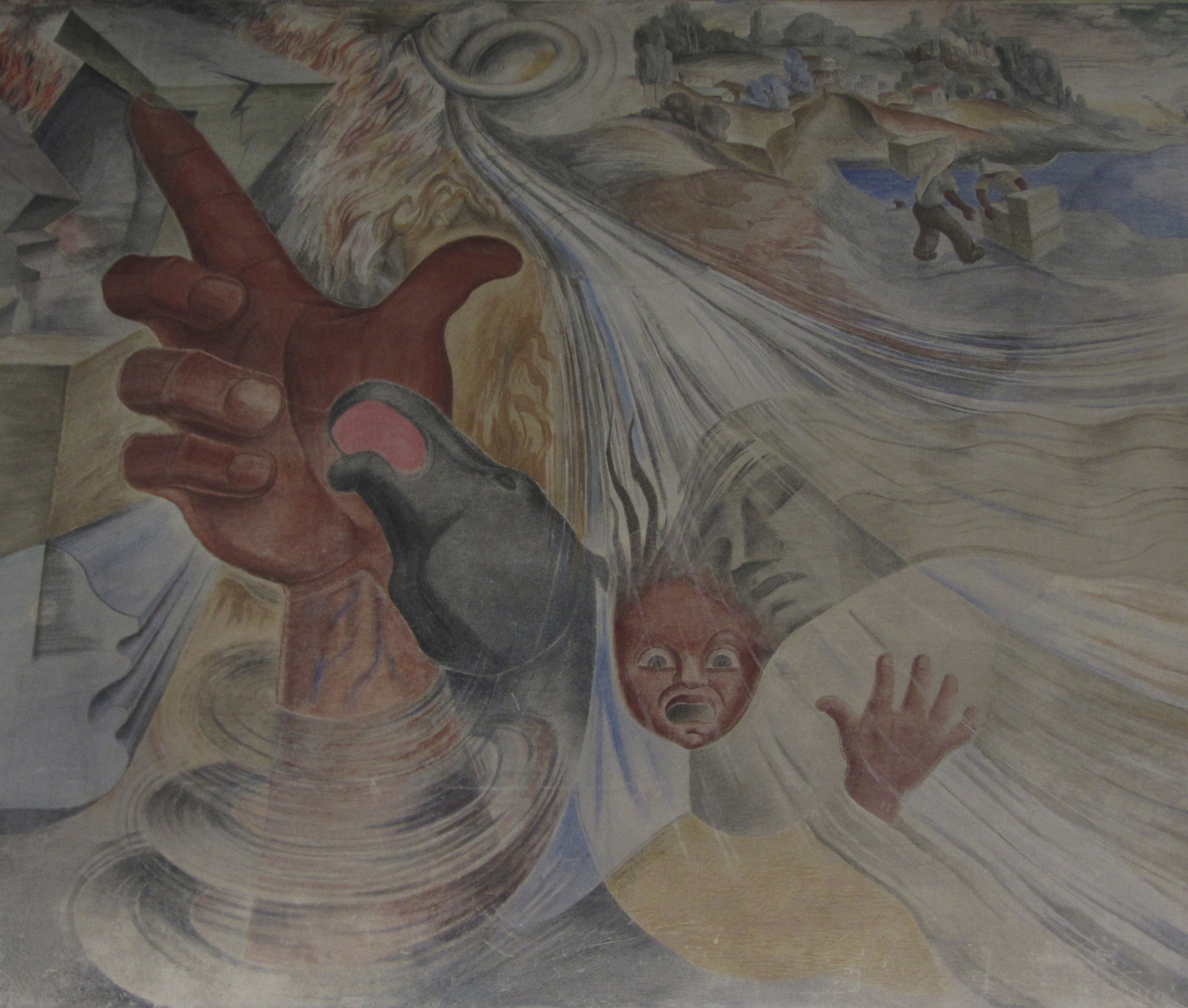
Detalle de su mural Historia de Concepción (1943-1946).

### Estilo
Su trabajo, que buscaba la reivindicación social a través de la pintura, fue cambiando del realismo social en sus primeros años hasta decantar en un trazo más abstracto y cubista. De su primera etapa, una de sus obras más importantes es la del mural Historia de Concepción, creado entre 1942 y 1945, con la colaboración de los ayudantes Sergio Sotomayor y Julio Escámez, ubicado en la ex Estación Central de Concepción, donde actualmente se emplaza el Gobierno Regional del Biobío. Este mural es considerado el «tesoro del Barrio Cívico» y fue declarado Monumento Histórico Nacional el 8 de septiembre de 2008.

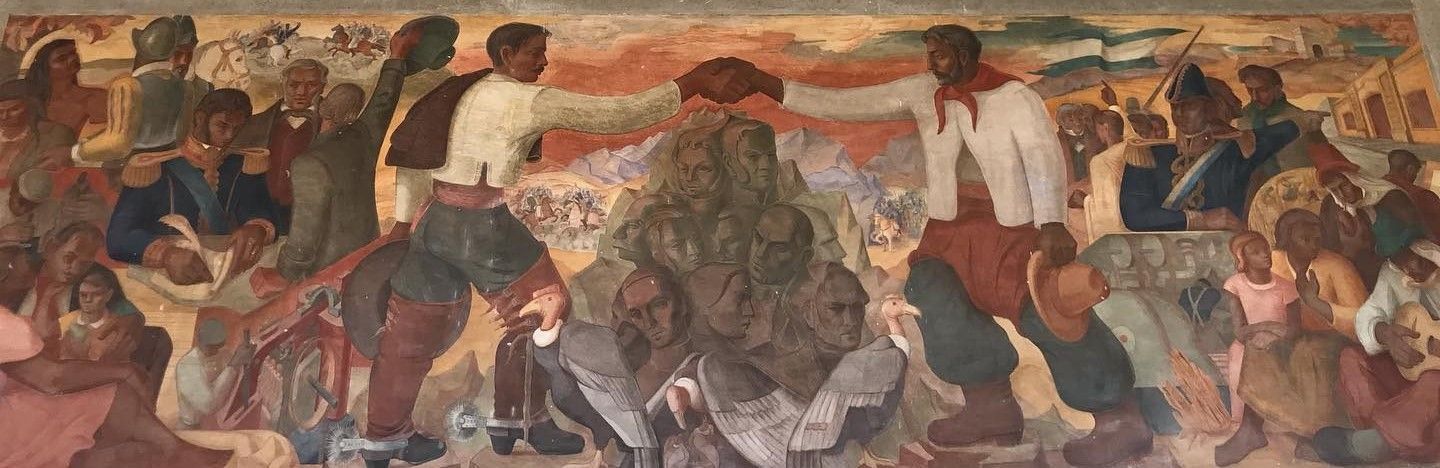
Mural "El Abrazo de los Pueblos", Gregorio de La Fuente, 1954, Estación de Estación de Ferrocarriles de Los Andes

En cierta ocasión Gregorio expresó acerca de su compromiso social lo siguiente:

«Es innegable que un mural, por su ubicación, es una cosa pública, que está en directa relación con la gente. En ese sentido puede servir para instruir o inspirar intereses sociales en las personas. Yo creo que un mural no implica un compromiso político, sino social.»
Gregorio de la Fuente

### Obras
- Historia de Concepción (1943-1946, Ex Estación Central de Concepción, Chile)
- Historia de La Serena, mural en la Estación de Ferrocarriles de La Serena (1952)[2]
- Mural en la Caja de Crédito Minero (La Serena)[2]
- El Abrazo de los Pueblos, mural en la Estación de Ferrocarriles de Los Andes (1953)[2]
- Mural en el hall central de la Caja de Empleados Municipales de Santiago de Chile (1957)[2]